# Phytomyza obscurata
Phytomyza obscurata är en tvåvingeart som beskrevs av Friedrich Georg Hendel 1920. Phytomyza obscurata ingår i släktet Phytomyza och familjen minerarflugor.
Artens utbredningsområde är Spanien. Inga underarter finns listade i Catalogue of Life.